# Hunter Pence
Hunter Andrew Pence (né le 13 avril 1983 à Arlington, Texas, États-Unis) était un voltigeur de droite des Giants de San Francisco dans les Ligues majeures de baseball. 
Il a commencé sa carrière en 2007 avec les Astros de Houston, qu'il a représenté deux fois au match des étoiles, et a aussi joué pour les Phillies de Philadelphie.

## Carrière

### Astros de Houston

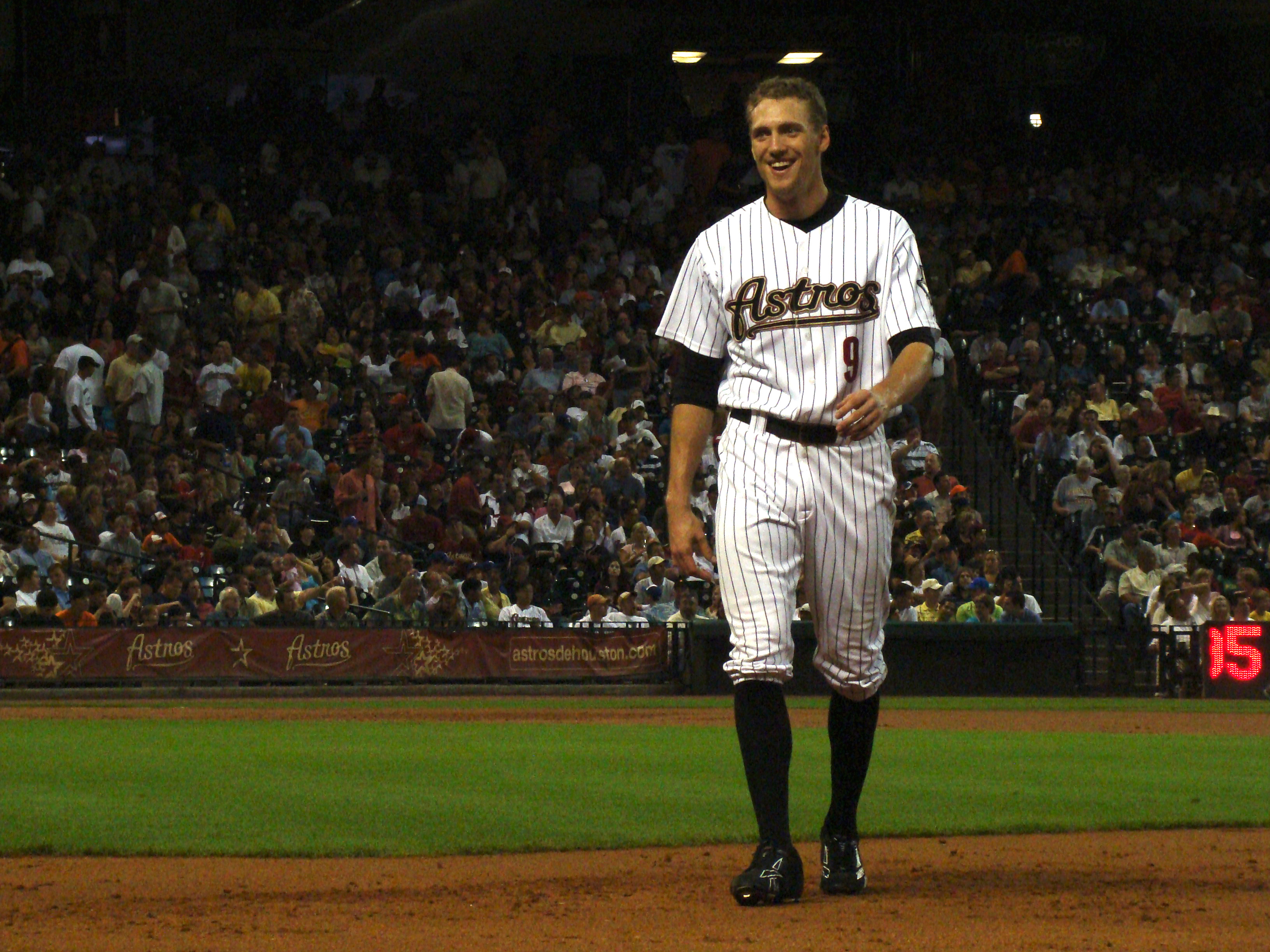
Hunter Pence en 2008 avec les Astros.

Joueur au collège de Texarkana (Texas), Hunter Pence est repêché par les Brewers de Milwaukee au 40e tour de sélection en 2002 mais il ignore l'offre pour rejoindre les Mavericks de l'université du Texas à Arlington, puis signe son premier contrat professionnel avec les Astros de Houston, qui le choisissent au second tour du repêchage des joueurs amateurs en 2004.

#### Saison 2007
Il joue son premier match dans les majeures le 28 avril 2007. À sa saison recrue, il maintient une excellente moyenne au bâton de ,322 et totalise 17 circuits et 69 points produits en 108 parties. Il termine 3e au scrutin visant à élire la recrue de l'année dans la Ligue nationale, derrière Ryan Braun et Troy Tulowitzki.

#### Saison 2008
Pence améliore ses statistiques à sa deuxième année en frappant 160 coups sûrs, soit 13 de plus qu'à sa première campagne. Il claque 25 circuits et produit 83 points. En revanche, sa moyenne au bâton chute à ,269.

#### Saison 2009
En 2009, le voltigeur obtient une première sélection au match des étoiles du baseball majeur. 

#### Saison 2011
Pence est invité de nouveau comme représentant des Astros au match d'étoiles en 2011.

### Phillies de Philadelphie

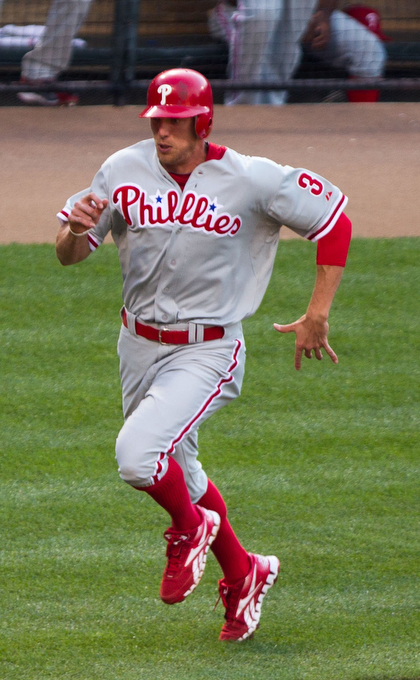
Hunter Pence en juin 2012 avec les Phillies de Philadelphie.

Le 29 juillet 2011, à deux jours de la date limite des échanges dans le baseball majeur, Pence est échangé aux Phillies de Philadelphie en retour de quatre joueurs des ligues mineures (le premier but Jonathan Singleton, les lanceurs droitiers Jarred Cosart et Josh Zeid, le voltigeur Domingo Santana). Pence frappe pour ,324 avec 35 points produits dans les 54 dernières parties de la saison avec les Phillies. Il frappe durant cette période 11 circuits, soit le même nombre réussi dans les 100 matchs précédents de la saison 2011 avec Houston. Il complète l'année avec ,314 de moyenne au bâton, 190 coups sûrs, 22 circuits et 97 points produits (un nouveau record personnel). Il frappe quatre coups sûrs, produit quatre points et en marque trois dans les cinq matchs de la Série de divisions opposant les Phillies aux Cardinals de Saint-Louis.
Pence déçoit quelque peu en première moitié de saison 2012. En 101 matchs à Philadelphie, sa moyenne au bâton s'élève à ,271. Il compte 17 circuits et 59 points produits, mais aussi légèrement plus de retraits sur des prises (85).

### Giants de San Francisco

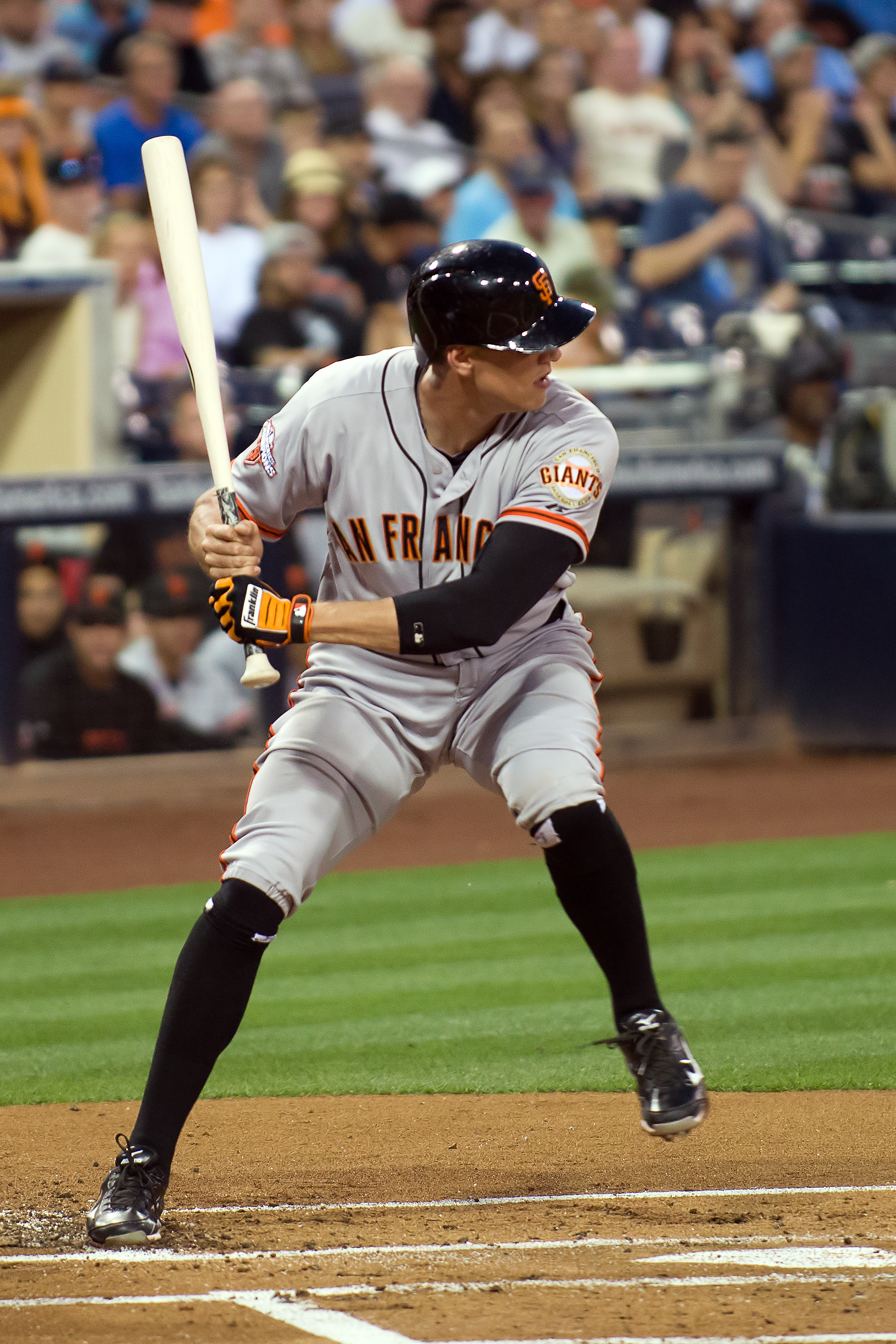
Hunter Pence en 2013 avec les Giants de San Francisco.

Le 31 juillet 2012, Hunter Pence est échangé aux Giants de San Francisco dans un transfert qui envoie à Philadelphie le voltigeur Nate Schierholtz, le receveur des ligues mineures Tommy Joseph et le lanceur droitier des mineures Seth Rosin.
Il ne frappe que pour ,219 de moyenne au bâton dans ses 59 derniers matchs de la saison 2012 avec San Francisco, mais claque quand même 7 circuits et totalise 45 points produits. Il complète sa saison avec 24 longues balles et un record en carrière de 104 points produits. Sa moyenne au bâton s'élève à ,253 en 160 parties jouées pour Philadelphie et les Giants. Sa moyenne au bâton s'élève à ,209 en 16 parties séries éliminatoires avec un circuit et 4 points produits et il savoure la conquête de la Série mondiale 2012 avec San Francisco, un premier titre du genre pour lui.

#### Saison 2013
Les performances en demi-teinte de la fin d'année 2012 font place à une excellente saison 2013 pour Pence, qui est l'un des meilleurs frappeurs des Giants. Disputant les 162 matchs de son club, il établit son nouveau record personnel de circuits (27), ajoute 35 doubles, réussit 178 coups sûrs au total et produit 99 points. Il marque 91 points et réussit un sommet personnel de 22 buts volés en 25 tentatives. Il est élu meilleur joueur du mois de septembre 2013 dans la Ligue nationale avec 11 circuits, la meilleure moyenne de puissance (,667) des majeures durant la période, 16 buts-sur-balles, 23 points marqués et une moyenne de présence sur les buts de ,393.
Alors que la saison 2013 se termine, Pence, qui doit devenir joueur autonome dans les semaines suivantes, signe un contrat de 90 millions de dollars pour 5 saisons avec San Francisco.

#### Saison 2014
Pence reçoit en 2014 sa 3e invitation en carrière au match des étoiles, sa première depuis qu'il a joint les Giants.
Pence n'est pas de l'alignement partant des Giants le 27 septembre 2014, mettant fin à une séquence, amorcée le 25 septembre 2012, de 331 départs de suite, qui était la plus longue en cours dans les majeures. Une présence comme frappeur suppléant lui permet toutefois d'allonger à 382 sa série de matchs joués consécutifs, la plus longue séquence active de ce genre dans les majeures.
Pence remporte la Série mondiale pour la seconde fois de sa carrière lorsque les Giants triomphent des Royals de Kansas City en Série mondiale 2014. Il frappe pour ,444 de moyenne au bâton au cours des 7 matchs que dure la finale, avec 12 coups sûrs, un circuit, 5 points produits, 7 points marqués, une moyenne de présence sur les buts de ,500 et une moyenne de puissance de ,667. Il se rend 15 fois sur les buts en 30 passages au bâton contre les Royals. Au total, en 17 matchs éliminatoires en 2014, Pence maintient une moyenne au bâton de ,333 et une moyenne de présence sur les buts de ,405.

#### Saison 2015
Le 5 mars 2015, au camp d'entraînement des Giants, Pence a l'avant-bras gauche fracturé par un lancer de Corey Black des Cubs de Chicago, une blessure qui le force à une période d'inactivité prévue de 6 à 8 semaines. Il est en effet revenu, à la suite d'un tweet envoyé au gérant des Giants, Bruce Bochy, le 16 mai.  Il a fait alors son début de la saison à Cincinnati, où il a frappé 2 fois sur 3 ce jour-là, et le lendemain a frappé un coup de circuit (home run).